# Tma Crush
Pour les articles homonymes, voir Crush.
Tma Crush, de son vrai nom Matéma Yorou, est un danseur, chanteur et créateur de contenu béninois né en 2000 à Cotonou. Il est connu pour ses vidéos de danse en slow motion sur les réseaux sociaux, en particulier TikTok. 

## Biographie

### Enfance et famille
Tma Crush grandit dans une famille imprégnée des arts urbains, ce qui influence son parcours artistique. Son frère, Paassa, ancien danseur devenu DJ, fonde avec des amis un groupe de danse nommé Style2ouf. Sa sœur, Mys Mahessaa, est aujourd'hui danseuse professionnelle, chorégraphe et professeure de danse. Ces influences familiales orientent Tma Crush vers une carrière artistique dès son jeune âge. Il est titulaire d’une Licence en Finance comptabilité.

### Carrière sur internet
Tma Crush se lance officiellement dans le monde de la danse et de la création de contenus en 2021. Âgé de 24 ans, il acquiert une célébrité sur TikTok avec ses contenus de danse en show motion, d’humour. Avec plus de 9,1 millions de followers aujourd'hui sur ce réseau, il est souvent cité comme l'un des créateurs de contenu les plus suivis en Afrique francophone.
En plus de TikTok, Tma Crush est actif sur d'autres plateformes, comptant en 2024 plus de 271 000 abonnés sur Instagram, 273 000 sur Facebook, près de 124 000 sur Snapchat et 221 000 sur YouTube.
Le 1er août 2021, il est invité sur le plateau à grande audience de l’émission télé ivoirienne Iconic Groupe.

### Carrière musicale
Tma Crush sort plusieurs singles, dont Jaloux, qui atteint plus de 1,2 million de vues sur YouTube[Quand ?]. Il collabore avec d'autres artistes, dont Axel Merryl et Bovaan, sur son premier single C'est mon ami. Sur cinq chansons, Tma Crush atteint la position la plus élevée dans les charts musicaux au Bénin et passe 17 semaines dans les classements de Top Music Chart, qui évalue les meilleurs musiciens béninois.

## Discographie

### Singles
- 2023:[Quand ?]Jaloux
- 2023:[Quand ?]C'est mon ami - feat Axel Merryl & Bovaan
- 2024:[Quand ?]Tiki donne moi feat Abomé l’Elephant

## Distinctions
En 2021, il remporte le trophée du Gala des influenceurs, le 18 décembre lors de la 2e édition à Lomé, au Togo.
En 2023, il remporte pour le prix de meilleur créateur de l'année dans la catégorie Danse lors des ForYouAwards en France.